# Michael Paul
Michael Paul   (Hanau, 15 d'abril de 1961)és un jugador d'handbol alemany, ja retirat, que va competir durant la dècada de 1980.
El 1984 va formar part de la selecció de la República Federal Alemanya que va guanyar la medalla d'argent a les Olimpíades de Los Angeles. Hi va jugar tots sis partits, i va marcar disset gols. Amb la selecció alemanya jugà un total de 32 partits i va marcar 72 gols.
A nivell de clubs jugà al SG Dietzenbach, TV Großwallstadt, amb qui guanyà tres lligues alemanyes, TV Gelnhausen, Frisch Auf Güppingen i TV Hüttenberg.
L'abril de 2022 va subhastar la seva medalla de plata a benefici d'Ucraïna.